# Żychlin (Groot-Polen)
Żychlin is een dorp in het Poolse woiwodschap Groot-Polen, in het district Koniński. De plaats maakt deel uit van de gemeente Stare Miasto en telt 1200 inwoners.